# Batalla de Messkirch
La batalla de Messkirch se libró el 4 de mayo de 1800 y el 5 de mayo de 1800 y resultó en la victoria del ejército francés contra los austriacos.

## Batalla

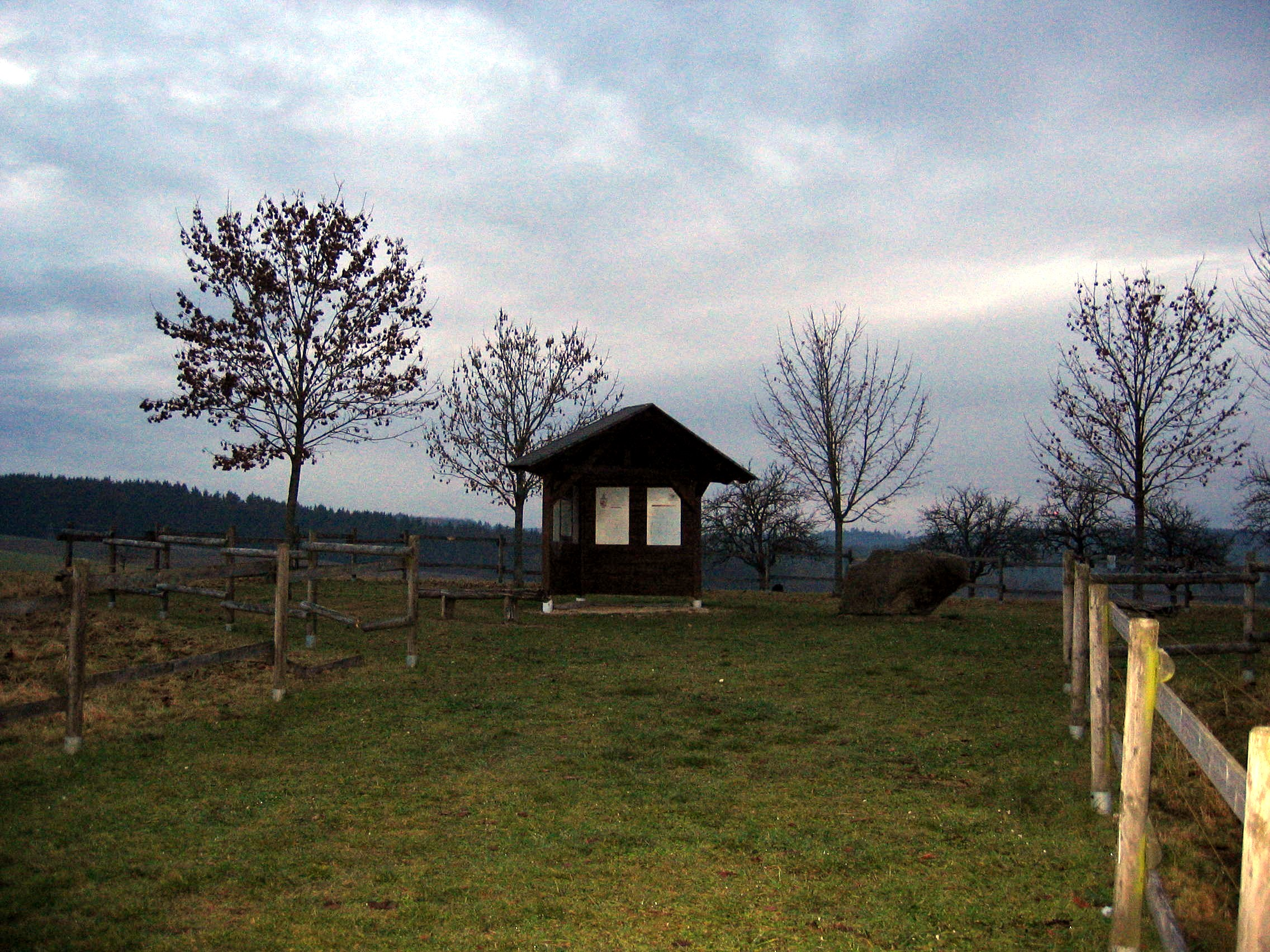
Colina del Comandante cerca de Rohrdorf

El 25 de abril de 1800, la Armée d'Allemagne francesa, bajo Jean Victor Marie Moreau, cruzó el río Rin en Kehl y Schaffhausen. La 1° Demi-Brigada, del Cuerpo dirigido por Laurent de Gouvion-Saint-Cyr, conquistó St. Georgen y entró en la Selva Negra en Friburgo de Brisgovia. Después de conquistar Stühlingen, a 25 km al sur de Donaueschingen, la unidad tomó parte en la batalla de Stockach y Engen el 3 de mayo de 1800, después de lo cual los austriacos se retiraron a Messkirch, donde disfrutaron de una posición defensiva más favorable.
Los franceses asaltaron repetidamente la ciudad el 4 de mayo de 1800 y el 5 de mayo de 1800, ambos intentos fueron en vano. La 1° Demi-Brigada, a pesar de la superioridad austriaca allí, fue capaz de conquistar Krumbach y las alturas que la rodeaban, que comandaba Messkirch. Por lo tanto, los austriacos regresaron a Sigmaringa, seguidos por los franceses. La batalla de Biberach siguió el 9 de mayo de 1800.